# Bojana Jovanovski
Pour les articles homonymes, voir Jovanovski.
Bojana Jovanovski (en alphabet cyrillique serbe : Бојана Јовановски ; en alphabet latin serbe : Bojana Jovanovski) (aussi connue sous le nom de Bojana Jovanovski Petrović), née le 31 décembre 1991 à Belgrade (Yougoslavie, actuelle Serbie), est une joueuse de tennis serbe, professionnelle de 2007 à 2018. Son entraîneur était son père Zoran Jovanovski, ancien joueur de football professionnel, qui est aussi celui qui l'a initiée au tennis à l'âge de 7 ans.
La surface qu'elle affectionne le plus est le dur et son coup favori est le coup droit.

## Carrière sportive

### Chez les juniors
Ses meilleures performances sont un quart de finale à Wimbledon en 2007, puis en 2008 où elle atteint le même stade à l'Open d'Australie, battue par Arantxa Rus, et une deuxième fois à Wimbledon, battue cette fois-ci par Laura Robson. Son classement le plus haut est no 5 mondiale le 5 avril 2008.
Tout en étant sur le circuit junior, Bojana s'aguerrit aussi sur le circuit ITF, sur lequel elle remporte trois titres en 2008 à Prokuplje, Vinkovci et Brčko.

### 2010
En 2010, elle participe pour la première fois à la Fed Cup avec Ana Ivanović et Jelena Janković contre la Slovaquie. Elle perd son premier match face à Daniela Hantuchová mais gagne le suivant face à Magdaléna Rybáriková.
La première partie de saison de Bojana compte plusieurs échecs au premier tour du circuit WTA, par exemple à Rome face à Yaroslava Shvedova ou encore à Varsovie face à Sara Errani. Cela ne l'empêche pas de briller à Pékin, où elle bat pour la première fois une joueuse du top 10 (Jelena Janković). Ce premier coup d'éclat la révèle aux yeux du grand public et lui permet d'accéder au top 100 le 5 juin 2010.

### 2011
Bojana commence l'année par le tournoi de Brisbane, où elle est éliminée dès le 2e tour par Anastasia Pavlyuchenkova. Puis elle réussit à se qualifier pour le tableau principal de Sydney et se hisse jusqu'en demi-finale, battant au passage respectivement Kaia Kanepi, Aravane Rezaï et Flavia Pennetta mais s'inclinant face à Li Na en deux sets (7-65, 6-3). C'est néanmoins un bon résultat pour lancer sa saison.
À l'Open d'Australie, Bojana bat sa première adversaire sur le score de 7-5, 6-1 mais s'incline 6-2, 3-6, 1-6 face à la tête de série no 2 Vera Zvonareva.
Aux côtés de ses compatriotes Jelena Janković et Ana Ivanović, Bojana remporte ses 2 matchs de Fed Cup l'opposant aux Canadiennes Rebecca Marino et Aleksandra Wozniak, puis, sur ce succès, s'envole pour le tournoi de Dubaï mais s'incline dès le premier tour face à Yanina Wickmayer. À Doha, elle réussit à se qualifier pour le tableau principal mais perd une fois encore dès le premier tour, là face à Sania Mirza.
Bojana se relance à Kuala Lumpur. Elle entre comme tête de série no 8 dans le tournoi et tient bien son rang en se hissant jusqu'en quart de finale, battant respectivement Tamarine Tanasugarn et Urszula Radwańska en trois sets, puis perd face à Jelena Dokić en deux sets (7-64, 6-2). Elle n'égale pas son meilleur résultat de début de saison à Sydney mais c'est néanmoins son deuxième quart de finale de la saison.

### 2012
Le début de saison est assez laborieux pour la Serbe, qui n'arrive pas à reproduire ses performances 2011. Elle échoue au second tour du tournoi de Brisbane contre Serena Williams, et au dernier tour de qualifications au tournoi de Sydney.
À l'Open d'Australie, premier Grand Chelem de l'année, Bojana Jovanovski est sortie au premier tour par Casey Dellacqua. C'est une totale contre-performance, notamment si l'on souligne que la Serbe l'avait battue deux semaines plus tôt sur un score sans appel.
Elle dispute ensuite le tournoi de Kuala Lumpur, ou elle avait réussi un bon parcours lors de l'édition précédente. Éliminée dès le premier tour, Jovanovski peine à retrouver son jeu. Elle sort du top 100 et doit jouer les qualifications des tournois importants.
La Serbe ne se qualifie pas pour le tournoi d'Indian Wells. Elle joue un tournoi ITF à 100 000 $ à Nassau aux Bahamas et renoue avec la victoire en se hissant en demi-finale, ne perdant que contre la future championne et ancienne joueuse du top 20, Aleksandra Wozniak. De ce fait, elle se voit offrir une Wild Card pour le tournoi de Miami. Malgré un premier tour à sa portée contre Lourdes Domínguez Lino, Jovanovski perd en deux sets et déçoit une fois encore.
Sortie du top 100 et en manque de victoires, Jovanovski prend part au tournoi international de Copenhague. Elle joue au premier tour la Suissesse Stefanie Vögele, celle qui l'avait éliminée quelques mois plus tôt dans le dernier tour des qualifications du tournoi de Sydney. Elle remporte le match sur le score de 6-3, 6-4. Au second tour, elle est opposée à la tête de série numéro 4, Monica Niculescu. La Roumaine remporte la première manche, alors que Jovanovski avait 4 balles de sets. Mais la Serbe ne baisse pas les bras, et remporte le match sur le score de 6-7, 6-3, 6-1. Ce sont ses deux premières victoires d'affilée sur le circuit WTA, dans un tableau principal depuis le début de l'année. En quart de finale, elle est opposée à Petra Martić.

### Apogée de carrière
Les années 2013 et 2014 constituent le summum de la carrière tennistique de Bojana Jovanovski. Elle s'impose tout d'abord lors du Tashkent Open le 14 septembre 2013, battant en finale la Biélorusse Olga Govortsova en trois sets (4-6, 7-5, 7-6). Elle enchaîne avec une victoire lors du Women's Tennis Open de Ningbo le 27 septembre 2013, battant en finale la  Chinoise Zhang Shuai en trois sets également (6-7, 6-4, 6-1).

## Vie privée
La mère de Bojana Jovanovski s'appelle Snezana, elle a aussi une sœur du nom de Viktorija. Son joueur préféré est l'Espagnol Rafael Nadal. Elle épouse Miloš Petrović en novembre 2016 et utilise son nom marital, Bojana Jovanovski Petrović, à partir de la saison 2017.

## Style de jeu
Durant sa carri̠ère, Bojana Jovanovski possédait un jeu d'attaque puissant côté revers et coup droit de fond de court. Sa faiblesse relative était le service, qui reste cependant correct. Elle fut freinée par le trop de fautes commises dû à l'enchaînement des frappes et la volonté de créer le point gagnant à l'instant. Cette jeune joueuse n'aime pas jouer de trop long rallies face à des joueuses comme Zvonareva car son physique et son mental reste trop juste encore. Son jeu n'est pas suffisamment consistant : elle manque de variations autre que son jeu à plat. Bojana est une joueuse de fond de court et aime imposer sa cadence. Elle monte très rarement à la volée pour conclure ses points. Son jeu offensif lui permettait de gagner de nombreux points en retours de service.

## Palmarès

### Titres en simple dames
| No | Date       | Nom et lieu du tournoi  | Catégorie | Dotation  | Surface    | Finaliste       | Score          |          |
| -- | ---------- | ----------------------- | --------- | --------- | ---------- | --------------- | -------------- | -------- |
| 1  | 23-07-2012 | Baku Cup, Bakou         | Intern'l  | 220 000 $ | Dur (ext.) | Julia Cohen     | 6-3, 6-1       | Parcours |
| 2  | 09-09-2013 | Tashkent Open, Tachkent | Intern'l  | 235 000 $ | Dur (ext.) | Olga Govortsova | 4-6, 7-5, 7-63 | Parcours |

### Finales en simple dames
| No | Date       | Nom et lieu du tournoi  | Catégorie | Dotation  | Surface    | Vainqueure      | Score     |          |
| -- | ---------- | ----------------------- | --------- | --------- | ---------- | --------------- | --------- | -------- |
| 1  | 21-07-2014 | Baku Cup, Bakou         | Intern'l  | 250 000 $ | Dur (ext.) | Elina Svitolina | 6-1, 7-62 | Parcours |
| 2  | 08-09-2014 | Tashkent Open, Tachkent | Intern'l  | 250 000 $ | Dur (ext.) | Karin Knapp     | 6-2, 7-64 | Parcours |

### Titre en simple en WTA 125
| No | Date       | Nom et lieu du tournoi            | Catégorie | Dotation  | Surface    | Finaliste   | Score          |          |
| -- | ---------- | --------------------------------- | --------- | --------- | ---------- | ----------- | -------------- | -------- |
| 1  | 22-09-2013 | Yinzhou Bank Women's Open, Ningbo | WTA 125   | 125 000 $ | Dur (ext.) | Zhang Shuai | 6-77, 6-4, 6-1 | Parcours |

## Parcours en Grand Chelem

### En simple dames
| Année | Open d'Australie | Open d'Australie  | Internationaux de France | Internationaux de France | Wimbledon       | Wimbledon         | US Open         | US Open             |
| ----- | ---------------- | ----------------- | ------------------------ | ------------------------ | --------------- | ----------------- | --------------- | ------------------- |
| 2010  | -                | -                 | -                        | -                        | 2e tour (1/32)  | Victoria Azarenka | 1er tour (1/64) | Anastasia Rodionova |
| 2011  | 2e tour (1/32)   | Vera Zvonareva    | 1er tour (1/64)          | Andrea Petkovic          | 1er tour (1/64) | Simona Halep      | 1er tour (1/64) | Serena Williams     |
| 2012  | 1er tour (1/64)  | Casey Dellacqua   | 1er tour (1/64)          | Agnieszka Radwańska      | 2e tour (1/32)  | Sabine Lisicki    | 2e tour (1/32)  | Dominika Cibulková  |
| 2013  | 4e tour (1/8)    | Sloane Stephens   | 3e tour (1/16)           | Svetlana Kuznetsova      | 2e tour (1/32)  | Kirsten Flipkens  | 2e tour (1/32)  | Petra Kvitová       |
| 2014  | 2e tour (1/32)   | Yvonne Meusburger | 1er tour (1/64)          | Camila Giorgi            | 3e tour (1/16)  | Tereza Smitková   | 1er tour (1/64) | Jelena Janković     |
| 2015  | 1er tour (1/64)  | Roberta Vinci     | 2e tour (1/32)           | Donna Vekić              | 1er tour (1/64) | Tatjana Maria     | 2e tour (1/32)  | Kristina Mladenovic |
| 2016  | 1er tour (1/64)  | Alizé Cornet      | 1er tour (1/64)          | Agnieszka Radwańska      | -               | -                 | -               | -                   |

à droite du résultat, l’ultime adversaire.

### En double dames
| Année | Open d'Australie             | Open d'Australie             | Internationaux de France     | Internationaux de France  | Wimbledon                    | Wimbledon                    | US Open                      | US Open                    |
| ----- | ---------------------------- | ---------------------------- | ---------------------------- | ------------------------- | ---------------------------- | ---------------------------- | ---------------------------- | -------------------------- |
| 2010  | -                            | -                            | -                            | -                         | -                            | -                            | 1er tour (1/32) J. Janković  | Kimiko Date Ayumi Morita   |
| 2011  | 1er tour (1/32) V. Lepchenko | Kimiko Date Zhang Shuai      | 1er tour (1/32) V. Lepchenko | L. Domínguez Laura Pous   | 1er tour (1/32) Jelena Dokić | Liezel Huber Lisa Raymond    | 1er tour (1/32) V. Lepchenko | A. Hlaváčková L. Hradecká  |
| 2012  | 1er tour (1/32) M. Krajicek  | Kudryavtseva E. Makarova     | -                            | -                         | -                            | -                            | 1er tour (1/32) J. Janković  | Mona Barthel Tatjana Malek |
| 2013  | 2e tour (1/16) Melinda Czink | N. Grandin V. Uhlířová       | 1er tour (1/32) Eva Hrdinová | J. Husárová S. Lisicki    | 1er tour (1/32) Vesna Dolonc | Vania King Zheng Jie         | 1er tour (1/32) Bratchikova  | Liezel Huber N. Llagostera |
| 2014  | 1er tour (1/32) Donna Vekić  | Medina Garrigues Y. Shvedova | 1er tour (1/32) Darija Jurak | V. Dushevina Zheng Saisai | 2e tour (1/16) Eva Hrdinová  | Julia Görges A.-L. Grönefeld | 1er tour (1/32) Mónica Puig  | J. Husárová Paula Kania    |
| 2015  | 1er tour (1/32) K. Piter     | Tímea Babos K. Mladenovic    | 1er tour (1/32) Liang Chen   | C. Garcia K. Srebotnik    | 1er tour (1/32) N. Kichenok  | M. Erakovic H. Watson        | 1er tour (1/32) Eva Hrdinová | Hsieh Su-wei An. Rodionova |

sous le résultat, la partenaire ; à droite, l’ultime équipe adverse.

### En double mixte
| Année | Open d'Australie | Open d'Australie | Internationaux de France | Internationaux de France | Wimbledon                   | Wimbledon               | US Open | US Open |
| ----- | ---------------- | ---------------- | ------------------------ | ------------------------ | --------------------------- | ----------------------- | ------- | ------- |
| 2013  | -                | -                | -                        | -                        | 1er tour (1/32) J. S. Cabal | Julia Görges M. Emmrich | -       | -       |
| 2014  | -                | -                | -                        | -                        | 2e tour (1/16) Mate Pavić   | Sania Mirza Horia Tecău | -       | -       |

sous le résultat, le partenaire ; à droite, l’ultime équipe adverse.

## Parcours en «Premier Mandatory» et «Premier 5»
Découlant d'une réforme du circuit WTA inaugurée en 2009, les tournois WTA « Premier Mandatory » et « Premier 5 » constituent les catégories d'épreuves les plus prestigieuses, après les quatre levées du Grand Chelem.

### En simple dames
| Année |              | Premier Mandatory            | Premier Mandatory            | Premier Mandatory           | Premier Mandatory            |       | Premier 5 | Premier 5                    | Premier 5                   | Premier 5                   | Premier 5                      | Premier 5 | Premier 5                    |
| Année | Indian Wells | Miami                        | Madrid                       | Pékin                       |                              | Dubaï | Rome      | Canada                       | Cincinnati                  |                             | Tokyo                          |           |                              |
| Année | Indian Wells | Miami                        | Madrid                       | Pékin                       |                              | Doha  | Rome      | Canada                       | Cincinnati                  |                             | Wuhan                          |           |                              |
| Année | Indian Wells | Miami                        | Madrid                       | Pékin                       |                              |       | Rome      | Canada                       | Cincinnati                  |                             |                                |           |                              |
| 2010  |              |                              |                              |                             | 3e tour (1/8) S. Peer        |       |           |                              | 1er tour (1/32) Y. Shvedova |                             | 2e tour (1/16) A. Amanmuradova |           |                              |
| 2011  |              | 1er tour (1/64) U. Radwańska | 1er tour (1/64) M. Niculescu | 2e tour (1/16) C. Wozniacki | 1er tour (1/32) F. Schiavone |       |           | 1er tour (1/32) Y. Wickmayer | 1er tour (1/32) S. Peer     | 2e tour (1/16) M. Sharapova | 1er tour (1/32) Y. Wickmayer   |           | 1er tour (1/32) A. Kerber    |
| 2012  |              |                              | 1er tour (1/64) L. Domínguez |                             | 1er tour (1/32) M. Bartoli   |       |           |                              |                             |                             |                                |           | 1er tour (1/32) C. Wozniacki |
| 2013  |              | 1er tour (1/64) G. Muguruza  | 1er tour (1/64) A. Petkovic  | 1er tour (1/32) J. Görges   | 2e tour (1/16) Li N.         |       |           |                              | 2e tour (1/16) J. Janković  |                             |                                |           |                              |
| 2014  |              | 2e tour (1/32) C. Wozniacki  | 1er tour (1/64) R. Oprandi   | 2e tour (1/16) A. Ivanović  | 1er tour (1/32) R. Oprandi   |       |           |                              | 1er tour (1/32) S. Stephens | 1er tour (1/32) C. Suárez   |                                |           | 1er tour (1/32) E. Makarova  |
| 2015  |              | 2e tour (1/32) B. Bencic     | 2e tour (1/32) E. Svitolina  |                             | 1er tour (1/32) C. Wozniacki |       |           |                              | 3e tour (1/8) M. Sharapova  |                             |                                |           |                              |

Sous le résultat, l’ultime adversaire.

### En double dames
| Année | Premier Mandatory | Premier Mandatory | Premier Mandatory | Premier Mandatory | Premier Mandatory | Premier Mandatory | Premier Mandatory | Premier Mandatory | Premier 5 | Premier 5                 | Premier 5             | Premier 5 | Premier 5 | Premier 5 | Premier 5 | Premier 5 | Premier 5  | Premier 5  | Premier 5 | Premier 5 | Premier 5 | Premier 5 |
| Année | Indian Wells      | Indian Wells      | Miami             | Miami             | Madrid            | Madrid            | Pékin             | Pékin             | Dubaï     | Dubaï                     | Doha                  | Doha      | Rome      | Rome      | Canada    | Canada    | Cincinnati | Cincinnati | Tokyo     | Tokyo     | Wuhan     | Wuhan     |
| ----- | ----------------- | ----------------- | ----------------- | ----------------- | ----------------- | ----------------- | ----------------- | ----------------- | --------- | ------------------------- | --------------------- | --------- | --------- | --------- | --------- | --------- | ---------- | ---------- | --------- | --------- | --------- | --------- |
| 2012  |                   |                   |                   |                   |                   |                   |                   |                   |           |                           |                       |           |           |           |           |           |            |            |           |           |           |           |
| —     | —                 | —                 | —                 | —                 | —                 | —                 | —                 |                   |           | 1er tour (1/16) N. Lalami | A. Klepač A. Rosolska | —         | —         | —         | —         | —         | —          | —          | —         |           |           |           |

N.B. : le nom de la partenaire se trouve sous le résultat ; le nom des ultimes adversaires se trouve à droite.

## Parcours en Fed Cup
| #                                                                    | Date       | Lieu       | Surface      | Gagnante(s)                             | Perdante(s)                          | Score          |          |
|                                                                      |            |            |              |                                         |                                      |                |          |
| 2010 - Barrage (groupe mondial I) - Serbie - Slovaquie - 2 : 3       |            |            |              |                                         |                                      |                |          |
| 1                                                                    | 24/04/2010 | Belgrade   | Terre (int.) | Daniela Hantuchová                      | Bojana Jovanovski                    | 6-2, 6-2       | Parcours |
| 1                                                                    | 24/04/2010 | Belgrade   | Terre (int.) | Bojana Jovanovski                       | Magdaléna Rybáriková                 | 6-1, 7-64      | Parcours |
| 1                                                                    | 24/04/2010 | Belgrade   | Terre (int.) | Daniela Hantuchová Magdaléna Rybáriková | Jelena Janković Bojana Jovanovski    | 6-4, 6-3       | Parcours |
|                                                                      |            |            |              |                                         |                                      |                |          |
| 2011 - 1er tour (groupe mondial II) - Serbie - Canada - 3 : 2        |            |            |              |                                         |                                      |                |          |
| 2                                                                    | 05/02/2011 | Novi Sad   | Dur (int.)   | Bojana Jovanovski                       | Aleksandra Wozniak                   | 6-4, 7-5       | Parcours |
| 2                                                                    | 05/02/2011 | Novi Sad   | Dur (int.)   | Bojana Jovanovski                       | Rebecca Marino                       | 7-63, 6-3      | Parcours |
| 2                                                                    | 05/02/2011 | Novi Sad   | Dur (int.)   | Bojana Jovanovski Aleksandra Krunić     | Sharon Fichman Marie-Ève Pelletier   | 7-65, 6-4      | Parcours |
|                                                                      |            |            |              |                                         |                                      |                |          |
| 2011 - Barrage (groupe mondial I) - Slovaquie - Serbie - 2 : 3       |            |            |              |                                         |                                      |                |          |
| 3                                                                    | 16/04/2011 | Bratislava | Terre (int.) | Dominika Cibulková                      | Bojana Jovanovski                    | 4-6, 6-3, 6-1  | Parcours |
|                                                                      |            |            |              |                                         |                                      |                |          |
| 2012 - 1er tour (groupe mondial) - Belgique - Serbie - 2 : 3         |            |            |              |                                         |                                      |                |          |
| 4                                                                    | 04/02/2012 | Charleroi  | Dur (int.)   | Yanina Wickmayer                        | Bojana Jovanovski                    | 6-4, 6-4       | Parcours |
| 4                                                                    | 04/02/2012 | Charleroi  | Dur (int.)   | Bojana Jovanovski                       | Kirsten Flipkens                     | 6-2, 6-4       | Parcours |
| 4                                                                    | 04/02/2012 | Charleroi  | Dur (int.)   | Bojana Jovanovski Aleksandra Krunić     | Yanina Wickmayer Alison Van Uytvanck | 7-62, 4-6, 6-1 | Parcours |
|                                                                      |            |            |              |                                         |                                      |                |          |
| 2012 - 1/2 finale (groupe mondial) - Russie - Serbie - 2 : 3         |            |            |              |                                         |                                      |                |          |
| 5                                                                    | 21/04/2012 | Moscou     | Terre (int.) | A. Pavlyuchenkova Elena Vesnina         | Bojana Jovanovski Aleksandra Krunić  | 6-4, 6-0       | Parcours |
|                                                                      |            |            |              |                                         |                                      |                |          |
| 2012 - Finale (groupe mondial) - République tchèque - Serbie - 3 : 1 |            |            |              |                                         |                                      |                |          |
| 6                                                                    | 03/11/2012 | Prague     | Dur (int.)   | Bojana Jovanovski Aleksandra Krunić     | Andrea Hlaváčková Lucie Hradecká     | Non disputé    | Parcours |
|                                                                      |            |            |              |                                         |                                      |                |          |
| 2013 - 1er tour (groupe mondial) - Serbie - Slovaquie - 2 : 3        |            |            |              |                                         |                                      |                |          |
| 7                                                                    | 09/02/2013 | Niš        | Dur (int.)   | Daniela Hantuchová                      | Bojana Jovanovski                    | 7-5, 6-2       | Parcours |
| 7                                                                    | 09/02/2013 | Niš        | Dur (int.)   | Jana Čepelová                           | Bojana Jovanovski                    | 5-7, 7-5, 11-9 | Parcours |
|                                                                      |            |            |              |                                         |                                      |                |          |
| 2013 - Barrage (groupe mondial I) - Allemagne - Serbie - 3 : 2       |            |            |              |                                         |                                      |                |          |
| 8                                                                    | 20/04/2013 | Stuttgart  | Terre (int.) | Angelique Kerber                        | Bojana Jovanovski                    | 7-5, 6-2       | Parcours |
| 8                                                                    | 20/04/2013 | Stuttgart  | Terre (int.) | Mona Barthel                            | Bojana Jovanovski                    | 6-1, 3-6, 6-3  | Parcours |
|                                                                      |            |            |              |                                         |                                      |                |          |
| 2014 - Barrage (groupe mondial II) - Roumanie - Serbie - 4 : 1       |            |            |              |                                         |                                      |                |          |
| 9                                                                    | 19/04/2014 | Bucarest   | Terre (ext.) | Simona Halep                            | Bojana Jovanovski                    | 6-2, 6-4       | Parcours |
| 9                                                                    | 19/04/2014 | Bucarest   | Terre (ext.) | Sorana Cîrstea                          | Bojana Jovanovski                    | 6-3, 6-77, 6-3 | Parcours |
|                                                                      |            |            |              |                                         |                                      |                |          |
| 2016 - 1er tour (groupe mondial II) - Serbie - Espagne - 0 : 4       |            |            |              |                                         |                                      |                |          |
| 10                                                                   | 06/02/2016 | Kraljevo   | Dur (int.)   | Bojana Jovanovski                       | Carla Suárez Navarro                 | Non joué       | Parcours |

## Classements WTA en fin de saison
| Année          | 2008 | 2009 | 2010 | 2011 | 2012 | 2013 | 2014 | 2015 | 2016 | 2017 | 2018 |
| Rang en simple | 561  | 189  | 71   | 65   | 56   | 36   | 58   | 76   | 601  | –    | 550  |
| Rang en double | 700  | 584  | 588  | 730  | 1066 | 319  | 203  | 685  | –    | –    | –    |

Source : (en) Classements de Bojana Jovanovski sur le site officiel de la Fédération internationale de tennis

## Équipements et sponsors
Bojana a jouá avec une raquette Head et un équipement vestimentaire Nike.